# علي آغا شخلنسكي
علي آغا إسماعيل آغا أغلو شخلنسكي (تاريخ الميلاد: 3 مارس عام 1863، قزاخلي (أشاغي سالاحلي الحالية)، قضاء قزاخ، مقاطعة يليزافيتبول، الإمبراطورية الروسية – تاريخ الوفاة: 18 أغسطس عام 1943، باكو، جمهورية أذربيجان الاشتراكية السوفيتية، اتحاد الجمهوريات الاشتراكية السوفياتية) – فريق في جيش الإمبراطورية الروسية، نائب الوزير العسكري لجمهورية أذربيجان الشعبية والرجل العسكري السوفياتي.
أعطى الروس علي آغا شخلنسكي لقب «إله المدفعية» تقديراً لانتصاراته التي نالها وخدماته لا مثيل لها في التطور النظري والعملي للمدفعية. تمكن من نشر «القاموس العسكري الروسي والتركي القصير» في عام 1926 في باكو في ثلاثة أبجديات، الروسية والعربية واللاتنية. بهذا العمل أصبح أول مرة مؤسسا للقاموس العسكري في أذربيجان.

## حياته

### سنواته المبكرة
ولد علي آغا شخلنسكي في تاريخ 23 أبريل عام 1865 في جيل الحكام في مقاطعة يليزافيتبول، في قرية قزاخلي (اشاغي سلاحلي الحالية) لقضاء قازاخ. كان يكتب أن والده اسمايل آغا علي قزاخ اغلو شخلنسكي انتمى إلى جيل بطل بدأ اصله من عام 1537. كان شخلنسكي يكتب بفخر في «دفتر الضباط» الذي أخذ ملاحظات من عام 1904 أن والدته شاه يمن خانيم حفيدة مولا ولي فيدادي وأيضا أنجب علي آغا شخلنسكي منها أخين.
التحق بالصف الأول للمدرسة العسكرية في تبليسي في شهر أغسطس عام 1876 وتخرج منها كتلميذ أول في عام 1883.

### بداية حياته العسكرية

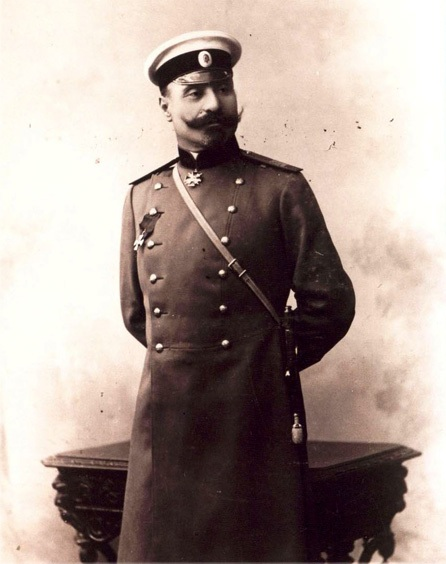

واصل علي آغا شخلنسكي تعليمه في مدرسة المدفعية ميخايلوفسك في مدينة سانت بطرسبرغ في عام 1883. حقق انجازات في المدرسة باعتباره تلميذا موهوبا وفارسا وجمبازيا ماهرا. لم تبق انجازات طالب في كلية عسكرية خارج الاهتمام وبعد 7 أشهر من بدء الدراسة أصبح صف ضابط واستحق لقب كبير الطلاب في تاريخ 13 أكتوبر عام 1885. كان أساتذته مدفعيين معروفين نيل لفوفيج كربجيف، نيكولاي فلاديمروفيج مايفسكي، واكسل قادولين. أخذ على آغا شخلنسكي منهم كافة الصفات الجيدة. كما أنه شارك في المحاضرات والندوات الجماعية وحضر دورات المدارس العسكرية الأخرى.
تخرج على آغا شخلنسكي من المدرسة بالدرجة الأولى وحصولا على رتبة الملازم الثاني في تاريخ 11 أغسطس عام 1886. كسب خبرته التربوية الأولى في السنة الأولى من خدمته: أصبح أستاذ فريق التدريس للواء المدفعية وبعد ذلك رئيس قيادة الفرقة. ابرز نفسه ملمّ ساطع للمدفعية ومنظم جيد واستاذ ماهر وتربوي. قدم النقيب شخلنسكي طلب لتغييره إلى سيبيريا الشرقية في عام 1900. تم تعيينه على وجه الخصوص في وظيفة رئيس الضباط للكتيبة المدفعية، بالإضافة إلى ذلك قام مرارا وتكرارا باداء صلاحيات قادة البطارية والكتيبة كرئيس اللجنة لاجتماع المدفعية.

## حرب بين روسيا واليابان

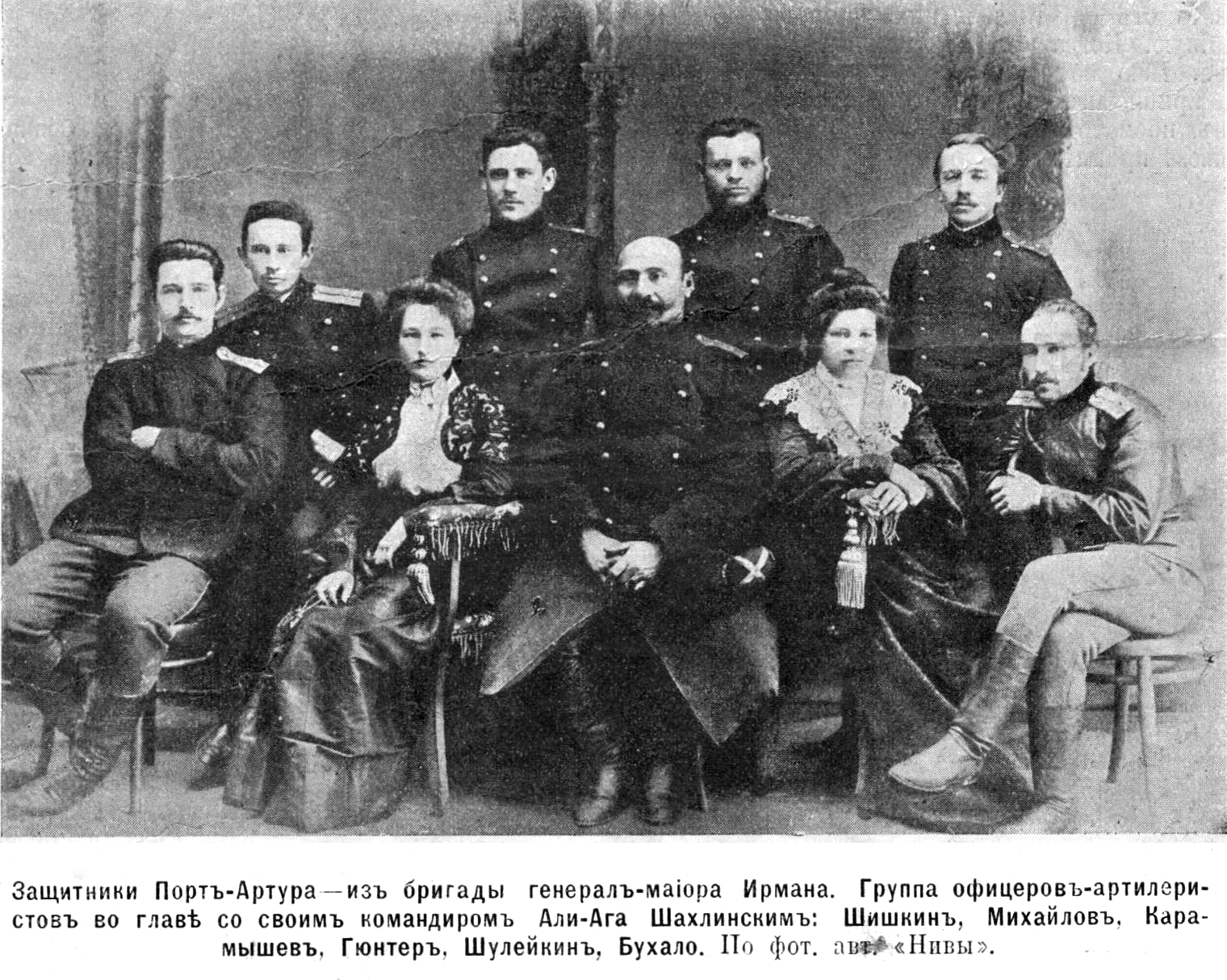

في بداية مايو لعام 1904 خرجت البطارية بالمظاهرات ضد اليابانيين. اشتهر شخلنسكي في حرب بين روسيا واليابان باعتباره بطلا للدفاع عن بورت - أرتور. كان شخلنسكي في أهم المساحات للدفاع عن القلعة وضرب ضربة قاسية للعدو بنيران نصف البطارية للتغلب على هجمات اليابانيين وشارك في الحرب بصورة فعالة. كان اللواء والمؤرخ العسكري المعروف إ. كروبجنكو يكتب فيما بعد:
لعب مدفعيون روس دورا هاما في التغلب على الهجمات اليابانية وهم تقدموا بالمدافع إلى الأمام بشجاعة وأنزلوا ضربات قاسية على اليابانيين بطلقات دقيقة. كان شخلنسكي بينهم. كان ينزل ضربات من المدافع من مواقع مغلقة ومفتوحة في المعارك وتقدم بالمدافع إلى الأمام بلا خوف لاطلاق طلقات دقيقة. قدموا له وسام «جيورجي بوبيدونوستس مقدس» على بطولته. كتب شخلنسكي فيما بعد:
اتذكر دائما بفخر أنني كنت مشاركا في ملحمة بورت – أرتور
من كتابة عنوان «اخبار مختلفة» في جريدة «ترجمان» المؤرخ في 1 أبريل عام 1905 :
تم منح لنقيب فرقة المدفعية سيبيريا الشرقية الرابعة علي اغا شخلنسكي باحترام عال بوسام «على البطولة» والسيف الذهبي المكتوب عليه لتميزه في التغلب على هجمات اليابانيين في بورت – أرتور من السابع من شهر أكتوبر إلى التاسع عشر من شهر نوفمبر.
من النص في صفحة الف وخمسمئة وسبع وسبعين في عدد واحد وثمانين لمقتطفات من «مدونات تاريخية للحرب مع اليابانيين» المطبوعة في عام 1905:
ابرز جلالة الإمبراطور 3/IX رحمة عظيمة في تاريخ 1905 وبناء على تقديم كتيبة الفرسان بوسام «جيورجي المقدس» منح لعلي اغا شخلنسكي مقدم فرقة المدفعية سيبيريا الشرقية الرابعة الذي تميز بشجاعته في الدفاع عن بورت –أرتور ودافع بالمدافع عن القلعة رقم ثلاثة والمنشآت الأخرى لها بمهارة من تاريخ 13 أكتوبر إلى 17 أكتوبر عام 1904 وسام الشهيد من الدرجة الرابعة وجيورجي المظفر. ابرز المقدم علي اغا شخلنسكي شجاعة عظيمة في هذه المعركة واستهدف العدو شخصيا بالمدافع بسبب مقتل مدفعيي نصف البطارية التي كانت تحت قيادته واجبر على اسكات مدفعية العدو مرات عديدة وبشجاعة غير عادية جعل المشاة اليابانية التي سعت إلى الاقتراب من القلاع المذكورة ان تسترجع...
يكتب ب. لارنكو مشارك هذه المعارك ومؤلف العمل العظيم بمجلدين بعنوان «أيام مؤلمة لبورت - أرتور» في عام 1906 أن علي اغا شخلنسكي النقيب وقائد البطارية في جبل لابروف اصيب بجرح بالغ. شارك في معارك كنجو كبطل حقيقي في القتال في جبال «زليوني» و«ولجيا». كان في اوائل أغسطس مع بطاريته في «فيسوكويا غورا» ودائما في لابيروف من العاشر من أغسطس. واستهدف من هنا اماكن الدخول والقلاع وقلب أعمدة الهجوم وقاتل بثقة ضد مفعية الصحراء للعدو. بعد استسلام قلعة بورت- أرتور ارسل اليابانيون المقدم علي اغا شخلنسكي إلى الوطن باعتباره مصابا بالجريح الخطير بشرط ألا يشارك في الحرب مرة أخرى. بسبب تحسن جرحه في الوطن بشكل سريع طلب ارساله مرة أخرى إلى جيش مانجوريا. لكن لم يسمحوا له. يصف علي اغا شخلنسكي بشكل دقيق في ذكرياته العسكرية باسم «ذكرياتي» رغبته في العودة إلى روسيا بعد الحرب وذهابه إلى الجبهة مرة أخرى.
تحتفظ شهادة طبية قدمتها له اللجنة الطبية في 5 أبريل عام 1905 في أرشيف الجنرال في الوقت الحاضر. ونصها هكذا:
يتم تقديم الشهادة من مستشفى الصحراء الاحتياطي رقم 9 إلى شخلنسكي نقيب فريق المدفعية سيبيريا الشرقية الرابعة، حيث أنه تبين من قبل اللجنة الطبية اليابانية أنه غير صالح للخدمة العسكرية. يُسمح له بالذهاب إلى روسيا.
منح له السيف المكتوبة عليه كلمات «على البطولة» وعلامة السيف الذهبي بالإضافة إلى وسام «أنّا المقدسة» من الدرجة الرابعة ووسام «فلاديمر المقدس» مع السيف والحزام والسلاح الذهبي المكتوبة عليه كلمات «على البطولة» والدرجة الرابعة من وسام «جيورجي المقدس» الشهير على خدماته المثالية في قتال بورت – أرتور.

## خدمته في مدرسة ضباط المدفعية
حضر شخلنسكي دورة في مدرسة ضباط المدفعية في مدينة جارسكويا – سيلو من الأول من فبراير إلى شهر أغسطس عام 1906. بعد ان تخرج من المدرسة بدرجة ممتازة بقي فيها كمدرس. اكتشف علي اغا شخلنسكي في نفس السنة نظرية علمية وعسكرية باسم «مثلث شخلنسكي» تستهدف الهدف الذي لا يمكن رؤيته. صحيح، تم تطبيق هذه النظرية في الجيش الأحمر فقط في عام 1924 واثبتت نفسها تماما وكانت من الابتكارات الهامة في تجربة مكافحة الحرائق المدفعية بطريقة عقلانية لاستهداف «مثلث شخلينسكي». حضر شخلنسكي دورة في مدرسة ضباط المدفعية في مدينة جارسكويا – سيلو من الأول من فبراير إلى شهر أغسطس عام 1906. بعد ان تخرج من المدرسة بدرجة ممتازة بقي فيها كمدرس. اكتشف علي اغا شخلنسكي في نفس السنة نظرية علمية وعسكرية باسم «مثلث شخلنسكي» تستهدف الهدف الذي لا يمكن رؤيته. في عام 1907 أصبح قائد البطارية في فريق المدفعيين رقم 29 في ريغا.
احتفل بيوم وسام غيورغي بوبيدونوسف المقدس في جارسكويا – سيلو في تاريخ 25 نوفمبر عام 1908. تم منح المقدم شخلنسكي رتبة العقيد على خدماته الممتازة. ادى واجبه لمدة عشر سنوات خلال ثلاث سنوات. كان يتم الحديث بخصوص هذا في الدوائر العليا كحدث نادر جدا في الجيش وهذا كان منحا لا يُعقل في وقت السلام.
ابرز شخلنسكي نفسه في مدرسة ضباط المدفعية كضابط مبتكر طبّق الأفكار المتقدمة في التجربة. تم منح له رتبة العقيد قبل وقتها على تميزه في الخدمة. لقد كان عضوا في اللجنة لعمل التجارب التطبيقية للطائرات في عام 1912 وبعد عام أصبح مساعد مدير المدرسة. ومؤجرا بدأت ان تصدر مجلات باسم «اخبار مدرسة ضباط المدفعية». كان الجنرال أيضا يلقي كلمة في صفحات المجلة.
يأتي الجنرال جوفري إلى روسيا مع هيئة الضباط المتكونة من سبعة عشر فردا من الجيش الفرنسي في الصيف لعام 1913 ويهتمون عدة أيام ببرنامج مدرسة ضباط المدفعية. يطلب الفرنسيون عرض كيف يمكن اطلاق النار من البطارية ومن المدفع ذو فوهة قصيرة تحت قيادة القائد بطريقة مغلقة لاطلاق النار. يقوم علي اغا شخلنسكي برئاسة تنظيم كافة طرق اطلاق النار.

## معرض صور

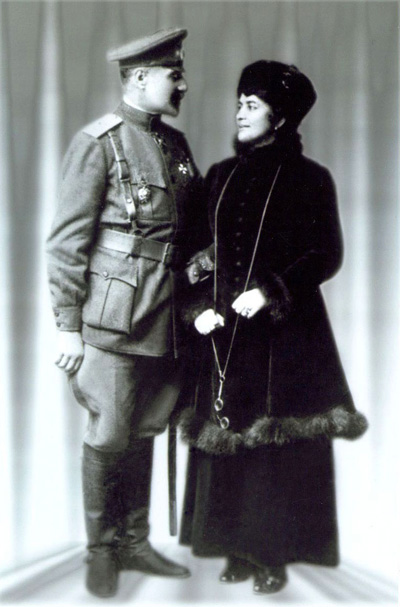
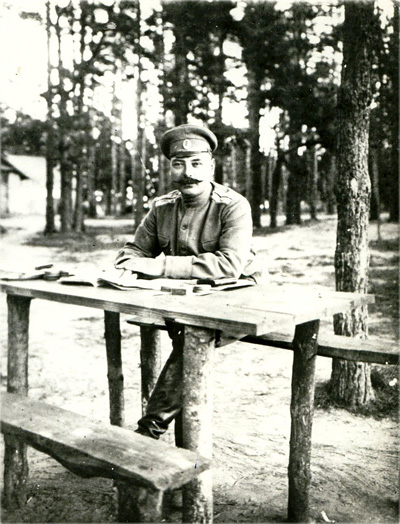
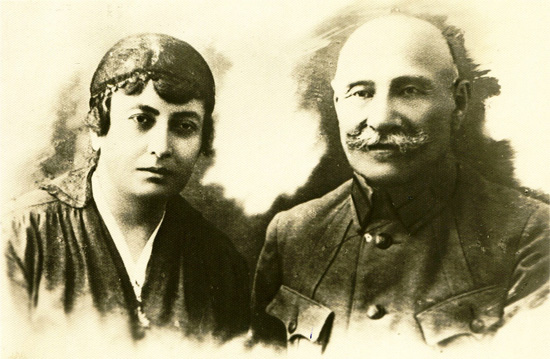
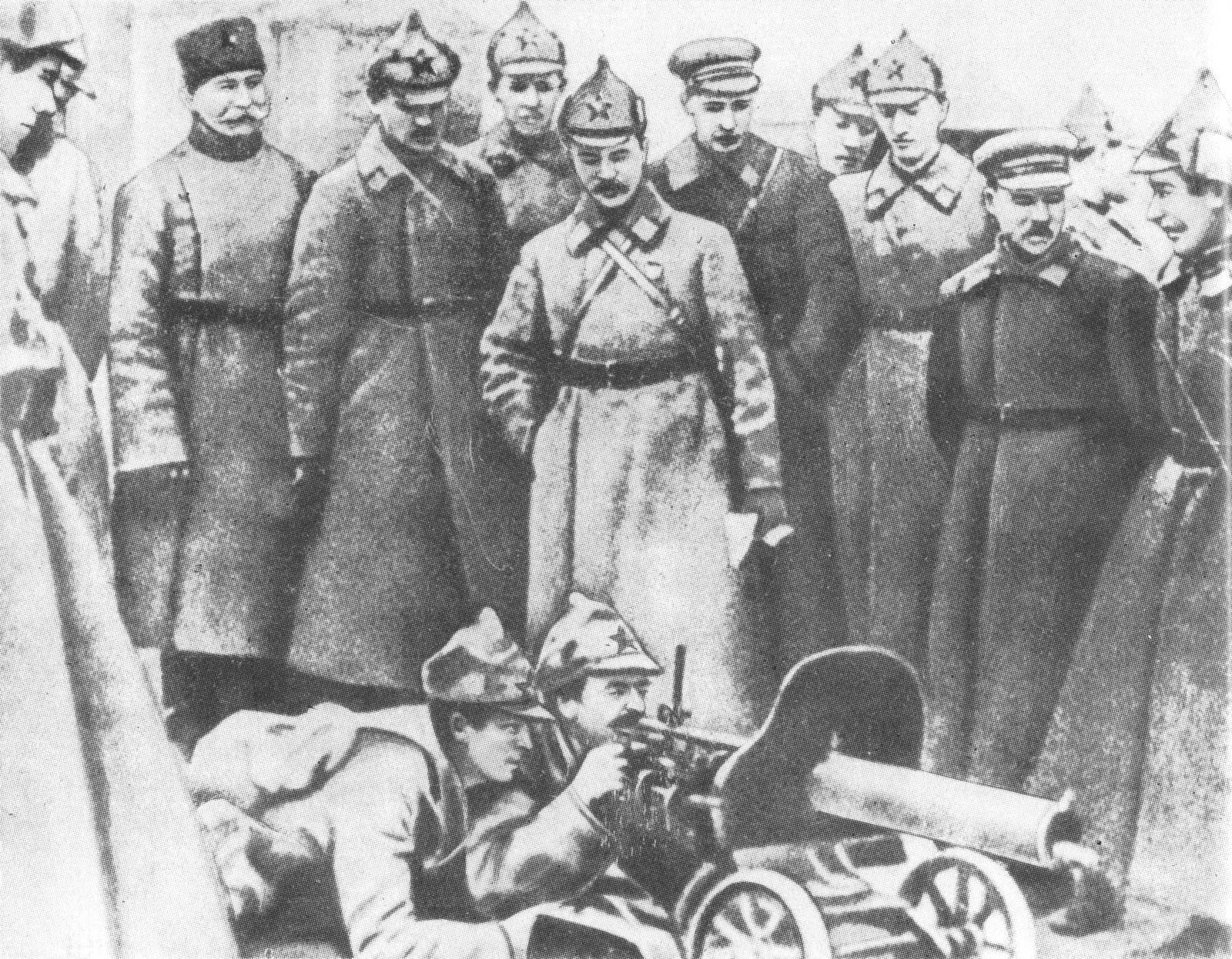
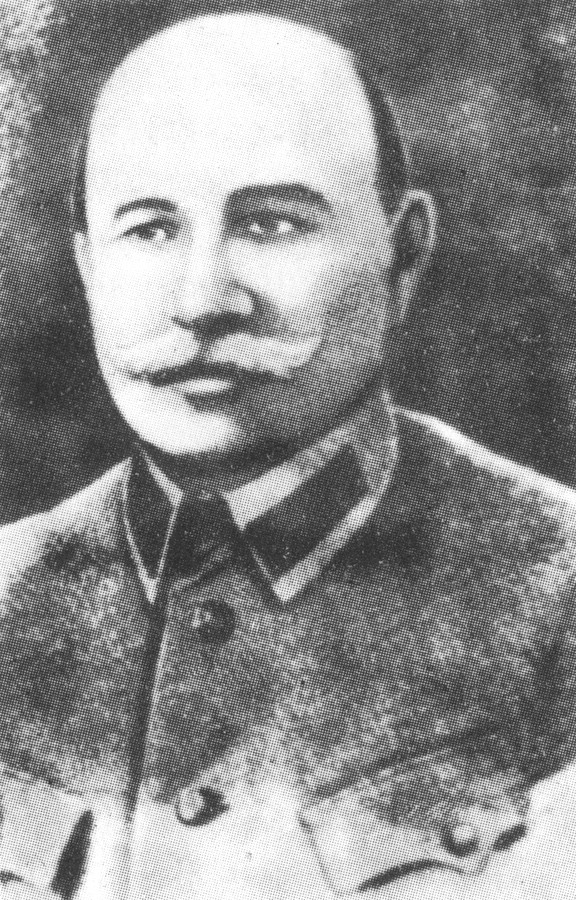